# Jordi de Camps i Galobart
Jordi de Camps i Galobart   (29 de març de 1954) és un noble català, V marqués de Camps i IV baró d'Algerri.

## Biografia
És fill de Felip de Camps i de Subirats, IV marquès de Camps i II baró d'Algerri, i de Maria Eugènia Galobart i de Satrústegui. És l'actual protector-president del Reial Cos de la Noblesa de Catalunya, antic Braç Militar de Catalunya i dels comtats del Rosselló i de la Cerdanya.
L'any 2014 va cedir a l'Arxiu Municipal de Salt 65 documents entre 1526 i 1854, seguint així la voluntat del seu pare Felip de Camps i de Subirats, que el 1991 ho havia fet amb la major part del seu arxiu patrimonial.